# Xenopus tropicalis
Xenopus tropicalis es una especie de anfibio anuro de la familia Pipidae.

## Distribución geográfica
Esta especie se encuentra en África occidental: Senegal, Gambia, Guinea-Bissau, Guinea, Sierra Leona, Liberia, Burkina Faso, Costa de Marfil, Ghana, Togo, Benín , en Nigeria, en la isla de Bioko en Guinea Ecuatorial y en Camerún.

## Genoma
El genoma de Xenopus tropicalis contiene 10 pares de cromosomas. A diferencia de Xenopus laevis, Xenopus tropicalis es diploide. El genoma contiene alrededor de 1.7 mil millones de pares de bases y aproximadamente 24,000 genes. El genoma ha terminado de ser secuenciado en 2010.

## Galería

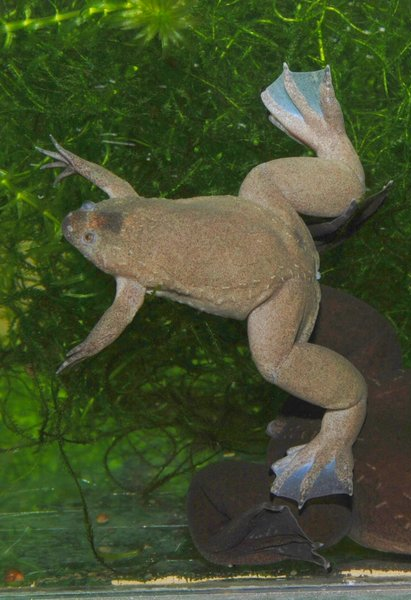
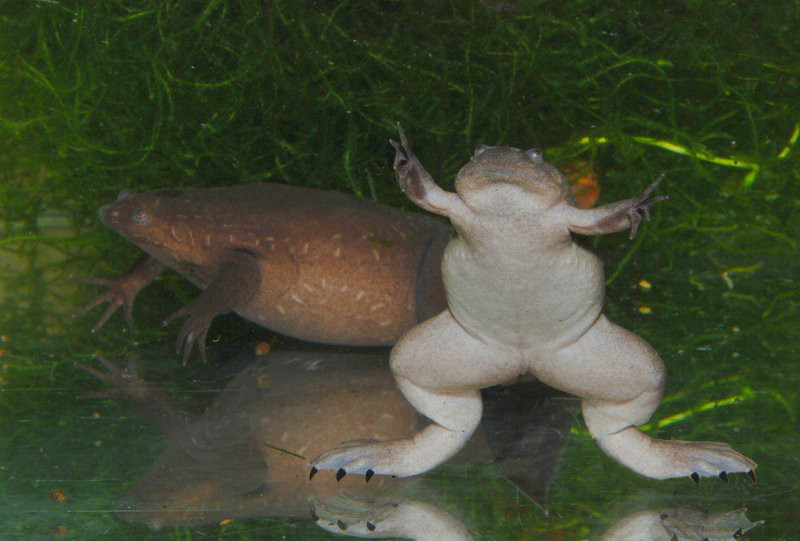
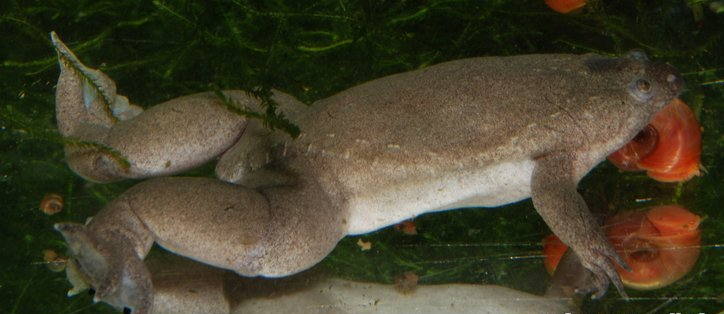
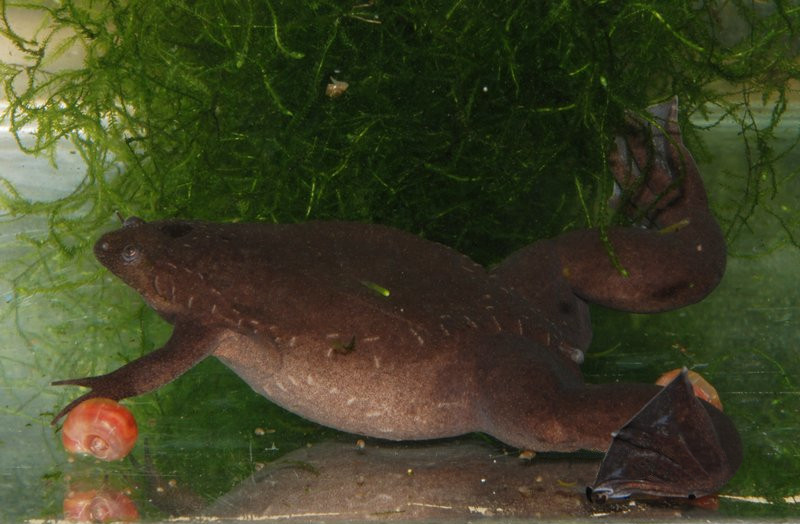
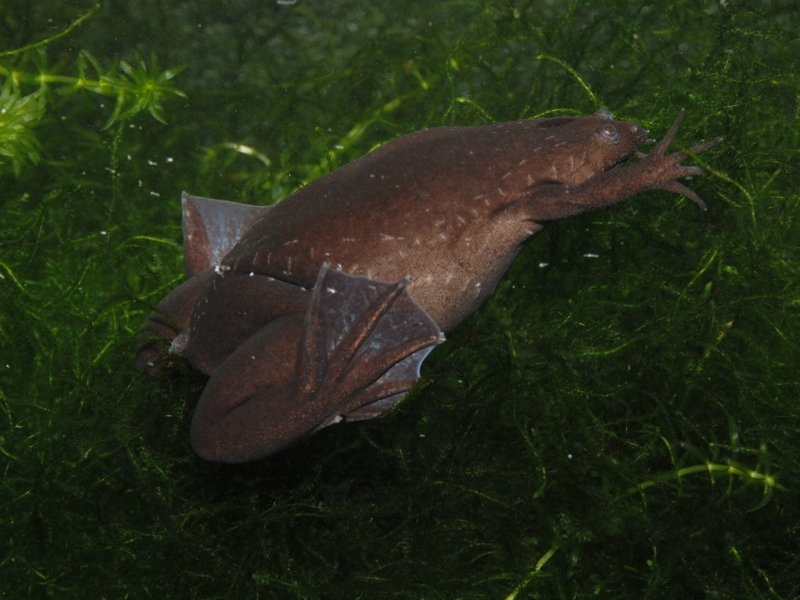
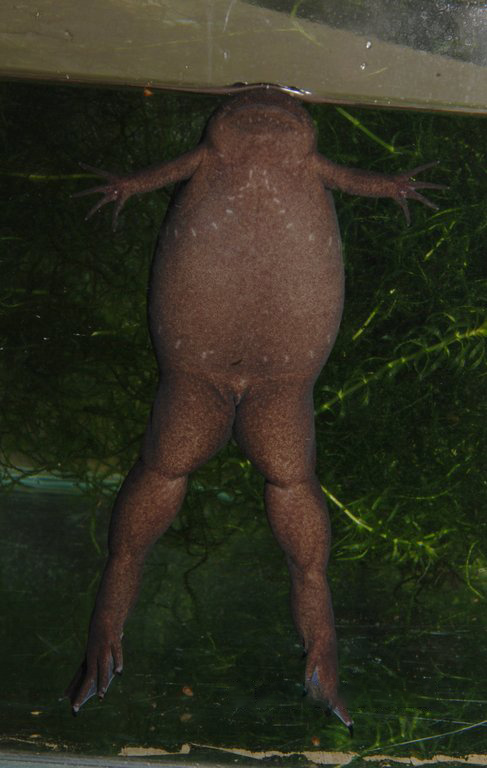

## Publicación original
- Gray, 1864 : Notice of a new genus (Silurana) of frogs from West Africa. Annals and Magazine of Natural History, sér. 3, vol. 14, p. 315-316[4]